# العلاقات الإيطالية البولندية
العلاقات الإيطالية البولندية (بالإنجليزية: Italy-Poland relations)‏ علاقات سياسية وثقافية قائمة بين إيطاليا وبولندا. نظرًا إلى الروابط الوثيقة بين البلدين، كالدين الكاثوليكي الروماني مثلًا وأوجه الشبه التاريخية، يطلق العديد على العلاقة بينهما اسم الأخوَّة البولندية الإيطالية.

## العلاقات الثقافية والتاريخية
أصبحت بونا سفورزا، عضو عائلة سفورزا الميلانية ذات النفوذ، في عام 1518 زوجة زغمونت الأول العجوز الثانية.  نجحت في الاستحواذ على دوقية ليتوانيا الكبرى في الفترة 1536-1546، في سعيها لمنح عائلة يوغيلا استقلالًا ماليًا. يُنسب إليها أيضا الفضل في إدخال السلطات والخضراوات إلى المطبخ الهولندي (ما زالت تطلق عليه أحيانًا تسمية ووشتزنا أي الإيطالي).
بدأ عصر النهضة في بولندا بالظهور والانتشار في القرنين الخامس عشر والسادس عشر. ويعود ذلك إلى بعض الفنانين الإيطاليين (فرانشيسكو فيورنتينو، بارتولوميو بيريشي، وسانتي غوتشي، وبيرناردو موراندو، وجوفاني باتيستا من كوادرو)، والتجار (عائلة بورنر، وعائلة موتيلوبي) والمفكرين (فيليب كاليماكوس) الذين عاشوا في بولندا منذ أواخر القرن الخامس عشر. وعاش معظمهم في كراكوف، العاصمة البولندية حتى عام 1611. تلقى الشعراء والعلماء البولنديون تعليمهم في إيطاليا : فدرس نيكولاس كوبرنيكوس في مدينو بولونيا، وويتلو وجان كوخانوفسكي وكليمنس يانيتسكي في جامعة بادوفا. صمم بيرناردو موراندو مدينة زاموشتش، وبلدة توماشوف لوبيلسكي وعدد من البنايات.

### القرن الثامن عشر
بيرناردو بيلوتو، الذي عُرف في بولندا وألمانيا باسم كاناليتو (1697-1786)، كان رسامًا من البندقية، وقد رسم 26 منظرًا من مناظر وارسو، التي استُخدمت في إعادة بناء المدينة بعد أن دمرتها القوات الألمانية بالكامل تقريبًا خلال الحرب العالمية الثانية. زار جاكومو كازانوفا بولندا في عام 1766. وفي وقتٍ لاحق، وصل إليها ألكسندر كاليوسترو.
وأنطونيو كوراتسي (1792-1877) هو مهندس معماري إيطالي، صمم عددًا من المباني في وارسو بما فيها قصر ستاشيتز (1820) والمسرح الكبير.

### القرن التاسع عشر
في زمن نابليون، نزح من بولندا العديد من الجنود والمتطوعين والضباط البولنديين، إلى إيطاليا وفرنسا على وجه الخصوص. حيث شكلوا فيالق بولندية، التي كانت بمثابة الجيش البولندي في المنفى، تحت قيادةٍ فرنسية. تمثلت قيادتهم  بيان هنريك دونبروفسكس، وكارول كنيازيفيتش، وجوزيف فيبيتسكي، وأنطوني أميلكاركوشينسكي. كتب جوزيف فيبيتسكي آنذاك النشيد البولندي الوطني المستقبلي، بولندا لم تضع بعد (Mazurek Dąbrowskiego)، المليء بالكلمات التي تعد «بعودة الجيش البولندي من إيطاليا إلى بولندا». ومن باب الاحترام والتكريم، أشاد النشيد الإيطالي الوطني، إيل كانتو ديلي إيتالياني، بذكر التضحيات التي قدمتها بولندا في وجه عمليات القمع الروسية والنمساوية على البولنديين، «الدم البولندي».
كانت أجزاء من بولندا وإيطاليا اليوم تنتمي لوقتٍ طويلٍ إلى الإمبراطورية النمساوية المجرية، حيث كانت خاضعة لسيطرة تاج القديس ستيفن. سمحت خطوط السكك الحديدية النمساوية الملكية الإمبراطورية بالسفر بين كراكوف وترييستس.
كان فصيل آدم ميتسكيفيتش وحدةً عسكرية  شكله في روما عام 1848 أحد أبرز الشعراء البولنديون، آدم ميتسكيفيتش، بهدف المشاركة في عملية تحرير إيطاليا بعد فشل انتفاضة بولندا الكبرى لعام 1848. وبعد أن فشل في إقناع البابا بيوس التاسع على مؤازرته، انضمت إلى ميتسكيفيتش مفرزة عسكرية من المهاجرين البولنديين، بقيادة ميكواي كاميسكي. شارك الفيلق، بعد أن وصل عدده إلى 120 عضوًا بحلول شهر يونيو، تحت قيادة كاميسكي، في عدة معارك. إذ قاتلوا جنبًا إلى جنب مع الآخرين في لومبارديا وفي متاريس جنوة ضد مؤيدي النظام الملكي، دفاعًا عن الجمهورية الرومانية.

## مقارنة بين البلدين
هذه مقارنة عامة ومرجعية للدولتين:
| وجه المقارنة                                              | إيطاليا                                                  | بولندا                                                                             |
| --------------------------------------------------------- | -------------------------------------------------------- | ---------------------------------------------------------------------------------- |
| المساحة (كم2)                                             | 301.34 ألف                                               | 312.68 ألف                                                                         |
| عدد السكان (نسمة)                                         | 60.60 مليون                                              | 38.43 مليون                                                                        |
| الكثافة السكانية (ن./كم²)                                 | 201.1                                                    | 122.91                                                                             |
| العاصمة                                                   | روما، فلورنسا، تورينو                                    | وارسو                                                                              |
| اللغة الرسمية                                             | اللغة الإيطالية                                          | اللغة البولندية                                                                    |
| العملة                                                    | يورو، ليرة إيطالية                                       | زلوتي بولندي                                                                       |
| الناتج المحلي الإجمالي (بليون دولار)                      | 1.93 تريليون                                             | 524.51 مليار                                                                       |
| الناتج المحلي الإجمالي (تعادل القوة الشرائية) بليون دولار | 2.26 تريليون                                             | 1.02 تريليون                                                                       |
| الناتج المحلي الإجمالي الاسمي للفرد دولار أمريكي          | 29.96 ألف                                                | 12.55 ألف                                                                          |
| الناتج المحلي الإجمالي للفرد دولار أمريكي                 | 35.46 ألف                                                | 26.14 ألف                                                                          |
| مؤشر التنمية البشرية                                      | 0.873                                                    | 0.843                                                                              |
| رمز المكالمات الدولي                                      | +39                                                      | +48                                                                                |
| رمز الإنترنت                                              | .it                                                      | .pl                                                                                |
| المنطقة الزمنية                                           | توقيت وسط أوروبا، ت ع م+01:00، ت ع م+02:00، أوروبا/روما ‏ | توقيت وسط أوروبا، ت ع م+01:00، ت ع م+02:00، أوروبا/وارسو ‏، توقيت وسط أوروبا الصيفي |

## مدن متوأمة
في ما يلي قائمة باتفاقيات التوأمة بين مدن إيطالية وبولندية:
- ترتبط فلونيكا مع كووبجك باتفاقية توأمة منذ 1965.
- ترتبط كاستورانو مع Gmina Dobrcz [الإنجليزية]‏ باتفاقية توأمة.
- ترتبط فلورنسا مع كراكوف باتفاقية توأمة منذ 19 مايو 2008.[12][12][12][12]
- ترتبط أسيزي مع Wadowice [الإنجليزية]‏ باتفاقية توأمة.
- ترتبط جنزانو دي روما مع Mokotów [الإنجليزية]‏ باتفاقية توأمة.
- ترتبط كافا دي تيريني مع غورجوف ويلكوبولسكي باتفاقية توأمة منذ 1992.
- ترتبط فوندي (إيطاليا) مع فوجسواف شلانسكي [الإنجليزية]‏ باتفاقية توأمة.
- ترتبط بافولو نل فرينيانو مع Strzegom [الإنجليزية]‏ باتفاقية توأمة.
- ترتبط سان جوفاني روتوندو مع Wadowice [الإنجليزية]‏ باتفاقية توأمة.
- ترتبط كانال داجوردو مع Wadowice [الإنجليزية]‏ باتفاقية توأمة.
- ترتبط بيلاجيو مع خوينا باتفاقية توأمة.
- ترتبط فيدجانو مع Gmina Połaniec [الإنجليزية]‏ باتفاقية توأمة.
- ترتبط كورتشانو مع Libiąż [الإنجليزية]‏ باتفاقية توأمة.
- ترتبط فورلي مع بوتسك باتفاقية توأمة منذ 1981.
- ترتبط ترينتو مع Sławno [الإنجليزية]‏ باتفاقية توأمة منذ 1987.
- ترتبط كاستلنوفو بورميدا مع Łańcut [الإنجليزية]‏ باتفاقية توأمة.
- ترتبط نوورو مع وودج باتفاقية توأمة.
- ترتبط بييتراسانتا مع Zduńska Wola [الإنجليزية]‏ باتفاقية توأمة منذ 1995.[13][14][15]
- ترتبط باليرمو مع غدانسك باتفاقية توأمة منذ 2005.
- ترتبط إمبرونيتا مع Pruszków [الإنجليزية]‏ باتفاقية توأمة.
- ترتبط فودجا مع واوب جيخ باتفاقية توأمة منذ 1971.
- ترتبط فياريدجو مع أوبولي باتفاقية توأمة.
- ترتبط فوسانو مع Gmina Długołęka [الإنجليزية]‏ باتفاقية توأمة.
- ترتبط مدينة سالوزو مع Łowicz [الإنجليزية]‏ باتفاقية توأمة.
- ترتبط ميلانو مع كراكوف باتفاقية توأمة منذ 21 أكتوبر 1969.
- ترتبط ماسا مع نوفي سونتس باتفاقية توأمة.
- ترتبط Brembate di Sopra [الإنجليزية]‏ مع Ostrów Mazowiecka [الإنجليزية]‏ باتفاقية توأمة منذ 8 سبتمبر 2011.
- ترتبط ماسروسا مع Gmina Łużna [الإنجليزية]‏ باتفاقية توأمة.
- ترتبط روزيتو ديلي أبروتسي مع بلدة جاور باتفاقية توأمة.
- ترتبط لاتينا مع أشفنشم باتفاقية توأمة.
- ترتبط فيادانا لومباردي مع Kleszczów, Łódź Voivodeship [الإنجليزية]‏ باتفاقية توأمة منذ 19 سبتمبر 2006.
- ترتبط بورتو سيريسيو مع أوغوستوف باتفاقية توأمة.
- ترتبط كريسنتينو مع Gmina Łososina Dolna [الإنجليزية]‏ باتفاقية توأمة.
- ترتبط براتو مع توماشوف مازوفستسكي [الإنجليزية]‏ باتفاقية توأمة منذ 1 أكتوبر 2002.
- ترتبط ليتشي مع اوسترو ولكوبوليسكي باتفاقية توأمة.
- ترتبط كوليتورتو مع Pelplin [الإنجليزية]‏ باتفاقية توأمة.
- ترتبط بينيتو مع Ostrowiec Świętokrzyski [الإنجليزية]‏ باتفاقية توأمة.
- ترتبط كاربينيتو رومانو مع Wadowice [الإنجليزية]‏ باتفاقية توأمة.
- ترتبط جايبا مع ألويرنيا باتفاقية توأمة.
- ترتبط بيروجيا مع أولشتين باتفاقية توأمة منذ 1 ديسمبر 2004.[16][16]
- ترتبط أوتريكولي مع Gmina Mstów [الإنجليزية]‏ باتفاقية توأمة.
- ترتبط بيتيتو مع Józefów [الإنجليزية]‏ باتفاقية توأمة.
- ترتبط بيترلسينا مع Wadowice [الإنجليزية]‏ باتفاقية توأمة.
- ترتبط سان جيوفاني لا بونتا مع Zawiercie [الإنجليزية]‏ باتفاقية توأمة.
- ترتبط أوديني مع بيوتركوف تريبونالسكي باتفاقية توأمة منذ 1996.
- ترتبط Montegiordano [الإنجليزية]‏ مع Gmina Zakroczym [الإنجليزية]‏ باتفاقية توأمة.
- ترتبط كاسينو مع تيتشي باتفاقية توأمة منذ 1969.
- ترتبط كاستانيولي ديلي لانزي مع Gmina Zbrosławice [الإنجليزية]‏ باتفاقية توأمة.
- ترتبط مونتيبيلونا مع Gmina Miejsce Piastowe [الإنجليزية]‏ باتفاقية توأمة.
- ترتبط لوكا مع Gogolin [الإنجليزية]‏ باتفاقية توأمة.
- ترتبط موسكوفو مع ملافا باتفاقية توأمة.
- ترتبط قطانية مع أشفنشم باتفاقية توأمة.
- ترتبط ألبانو لاتسيالي مع كشالين باتفاقية توأمة منذ 2008.
- ترتبط فيبو فالينتيا مع كراكوف باتفاقية توأمة.
- ترتبط كولونيو آل سيريو مع Gmina Tarnowo Podgórne [الإنجليزية]‏ باتفاقية توأمة.
- ترتبط Ponte San Nicolò [الإنجليزية]‏ مع Gmina Dobra (Szczecińska) [الإنجليزية]‏ باتفاقية توأمة.
- ترتبط ألميسي مع Szczyrk [الإنجليزية]‏ باتفاقية توأمة.
- ترتبط Coreno Ausonio [الإنجليزية]‏ مع Błonie [الإنجليزية]‏ باتفاقية توأمة.
- ترتبط بوتسوولي مع شتشين باتفاقية توأمة.
- ترتبط أدريا مع كاليش باتفاقية توأمة.
- ترتبط لوكوروتوندو مع تشيبنيستا [الإنجليزية]‏ باتفاقية توأمة.
- ترتبط سان جوستينو مع برودنيك باتفاقية توأمة.
- ترتبط تشيفيتانوفا ماركي مع Gmina Skawina [الإنجليزية]‏ باتفاقية توأمة.
- ترتبط لاديسبولي مع Łeba [الإنجليزية]‏ باتفاقية توأمة.
- ترتبط أناجني مع غنيزنو باتفاقية توأمة.
- ترتبط Pescantina [الإنجليزية]‏ مع سيدلس باتفاقية توأمة.
- ترتبط ألايف مع Głowno [الإنجليزية]‏ باتفاقية توأمة.
- ترتبط بالاتا مع Gmina Raszków [الإنجليزية]‏ باتفاقية توأمة.
- ترتبط لوريتو (ماركي) مع تشيستوخوفا باتفاقية توأمة.
- ترتبط بيديمونتي سان جيرمانو مع Podkowa Leśna [الإنجليزية]‏ باتفاقية توأمة.
- ترتبط بونتة لامبرو [الإنجليزية]‏ مع Zawiercie [الإنجليزية]‏ باتفاقية توأمة.
- ترتبط روما مع كراكوف باتفاقية توأمة منذ 1956.
- ترتبط سستو فيورنتينو مع فياليتشكا باتفاقية توأمة.
- ترتبط Sona, Veneto [الإنجليزية]‏ مع Wadowice [الإنجليزية]‏ باتفاقية توأمة.
- ترتبط Roncello [الإنجليزية]‏ مع Gmina Nowy Duninów [الإنجليزية]‏ باتفاقية توأمة.
- ترتبط كرارا مع أوبولي باتفاقية توأمة منذ 2 يونيو 1962.
- ترتبط كانوسا دي بوليا مع Grójec [الإنجليزية]‏ باتفاقية توأمة.
- ترتبط برونيك مع Szamotuły [الإنجليزية]‏ باتفاقية توأمة.
- ترتبط كابانولي مع Cieszanów [الإنجليزية]‏ باتفاقية توأمة.
- ترتبط لاكويلا مع جلونا غورا باتفاقية توأمة.
- ترتبط سكاليا مع Władysławowo [الإنجليزية]‏ باتفاقية توأمة منذ 17 نوفمبر 2017.
- ترتبط نابولي مع ميسوفيتسه باتفاقية توأمة منذ 3 مايو 1960.
- ترتبط ماسا مارتانا مع Gmina Bystrzyca Kłodzka [الإنجليزية]‏ باتفاقية توأمة.
- ترتبط غوريتسيا مع كيلسي باتفاقية توأمة منذ 1965.
- ترتبط نوتاريسكو مع بلونسك [الإنجليزية]‏ باتفاقية توأمة.
- ترتبط كانارو مع Gmina Pszczew [الإنجليزية]‏ باتفاقية توأمة.
- ترتبط تيرمولي مع خوجوف باتفاقية توأمة.
- ترتبط تيرامو مع غورجوف ويلكوبولسكي باتفاقية توأمة منذ 30 يوليو 1985.[17][17][18][18]
- ترتبط تشرفيا مع جيلينيا جورا باتفاقية توأمة.
- ترتبط فاليكورسيا مع Bolesławiec [الإنجليزية]‏ باتفاقية توأمة.
- ترتبط كونتروغيرا مع Gmina Połczyn-Zdrój [الإنجليزية]‏ باتفاقية توأمة.
- ترتبط مرسى علي مع نيسا باتفاقية توأمة.
- ترتبط ريدجو إميليا مع بيدغوشتش باتفاقية توأمة منذ 2 يونيو 1972.
- ترتبط بيرغامو مع أولكوس [الإنجليزية]‏ باتفاقية توأمة منذ 1989.
- ترتبط ريدجو كالابريا مع بياويستوك باتفاقية توأمة.[19]
- ترتبط باري مع شتشين باتفاقية توأمة منذ 2007.[19][19]
- ترتبط Treviolo [الإنجليزية]‏ مع Gmina Łęczna [الإنجليزية]‏ باتفاقية توأمة.
- ترتبط بانياكافالو مع Strzyżów [الإنجليزية]‏ باتفاقية توأمة.
- ترتبط Ceriale [الإنجليزية]‏ مع سوتشا بسكيتسكا باتفاقية توأمة.
- ترتبط كامبوسامبييرو مع Jasło [الإنجليزية]‏ باتفاقية توأمة.
- ترتبط مونريالي مع بييلسكو فيالا باتفاقية توأمة.
- ترتبط Spinetoli [الإنجليزية]‏ مع Gmina Koronowo [الإنجليزية]‏ باتفاقية توأمة.
- ترتبط أريتسو مع أشفنشم باتفاقية توأمة.[20]
- ترتبط بوسيني مع Strzyżów [الإنجليزية]‏ باتفاقية توأمة.
- ترتبط أورباسانو مع إيلك باتفاقية توأمة.

## منظمات دولية مشتركة
يشترك البلدان في عضوية مجموعة من المنظمات الدولية، منها:
| علم المنظمة | اسم المنظمة                             | تاريخ انضمام إيطاليا | تاريخ انضمام بولندا |
| ----------- | --------------------------------------- | -------------------- | ------------------- |
|             | المنظمة العالمية للملكية الفكرية        | ?                    | ?                   |
|             | مجلس أوروبا                             | 5 مايو 1949          | 26 نوفمبر 1991      |
|             | منظمة التعاون الاقتصادي والتنمية        | 29 مارس 1962         | 22 نوفمبر 1996      |
|             | منظمة التجارة العالمية                  | 1995                 | 1 يوليو 1995        |
|             | المنظمة الأوروبية لسلامة الملاحة الجوية | 1996                 | 2004                |
|             | الاتحاد البريدي العالمي                 | ?                    | 1 مايو 1919         |
|             | الاتحاد الأوروبي                        | 25 مارس 1957         | 1 مايو 2004         |
|             | صندوق النقد الدولي                      | ?                    | ?                   |
|             | منظمة الصحة العالمية                    | ?                    | 7 أبريل 1948        |
|             | الوكالة الدولية للطاقة                  | ?                    | 25 سبتمبر 2008      |
|             | حلف شمال الأطلسي                        | 4 أبريل 1949         | 12 مارس 1999        |
|             | يونسكو                                  | ?                    | 6 نوفمبر 1946       |
|             | مجموعة الموردين النوويين                | ?                    | ?                   |
|             | اتفاقية السماوات المفتوحة               | ?                    | ?                   |
|             | مؤسسة التمويل الدولية                   | 27 ديسمبر 1956       | 29 ديسمبر 1987      |
|             | الفريق المعني برصد الأرض                | ?                    | ?                   |
|             | منظمة حظر الأسلحة الكيميائية            | ?                    | ?                   |
|             | مؤسسة التنمية الدولية                   | 24 سبتمبر 1960       | 28 أكتوبر 1960      |
|             | مجموعة أستراليا                         | 1985                 | 1994                |
|             | منظمة الأمن والتعاون في أوروبا          | 25 يونيو 1973        | 25 يونيو 1973       |
|             | مركز تنسيق الحركة في أوروبا ‏            | ?                    | ?                   |
|             | نظام تحكم تكنولوجيا القذائف             | 1987                 | 1998                |
|             | وكالة ضمان الاستثمار متعدد الأطراف      | 29 أبريل 1988        | 29 يونيو 1990       |
|             | الاتحاد الدولي للاتصالات                | 1866                 | 1921                |
|             | منظمة الشرطة الجنائية الدولية           | ?                    | ?                   |
|             | الأمم المتحدة                           | 14 ديسمبر 1955       | 24 أكتوبر 1945      |
|             | البنك الدولي للإنشاء والتعمير           | 27 مارس 1947         | 27 يونيو 1986       |
|             | وكالة الفضاء الأوروبية                  | ?                    | 19 يناير 2012       |
|             | المنظمة الهيدروغرافية الدولية           | ?                    | ?                   |

## أعلام
هذه قائمة لبعض الشخصيات التي تربطها علاقات بالبلدين:
- أومبيرتو الأول (14 مارس 1844[30][31] – 29 يوليو 1900[30][31][32])
- غيوم أبولينير (شاعر فرنسي، 26 أغسطس 1880[33][34][35] – 9 نوفمبر 1918[33][34][35])
- فيتوريو إمانويلي الثاني (سياسي إيطالي، 14 مارس 1820[36][37] – 9 يناير 1878[36][37])

## معرض صور

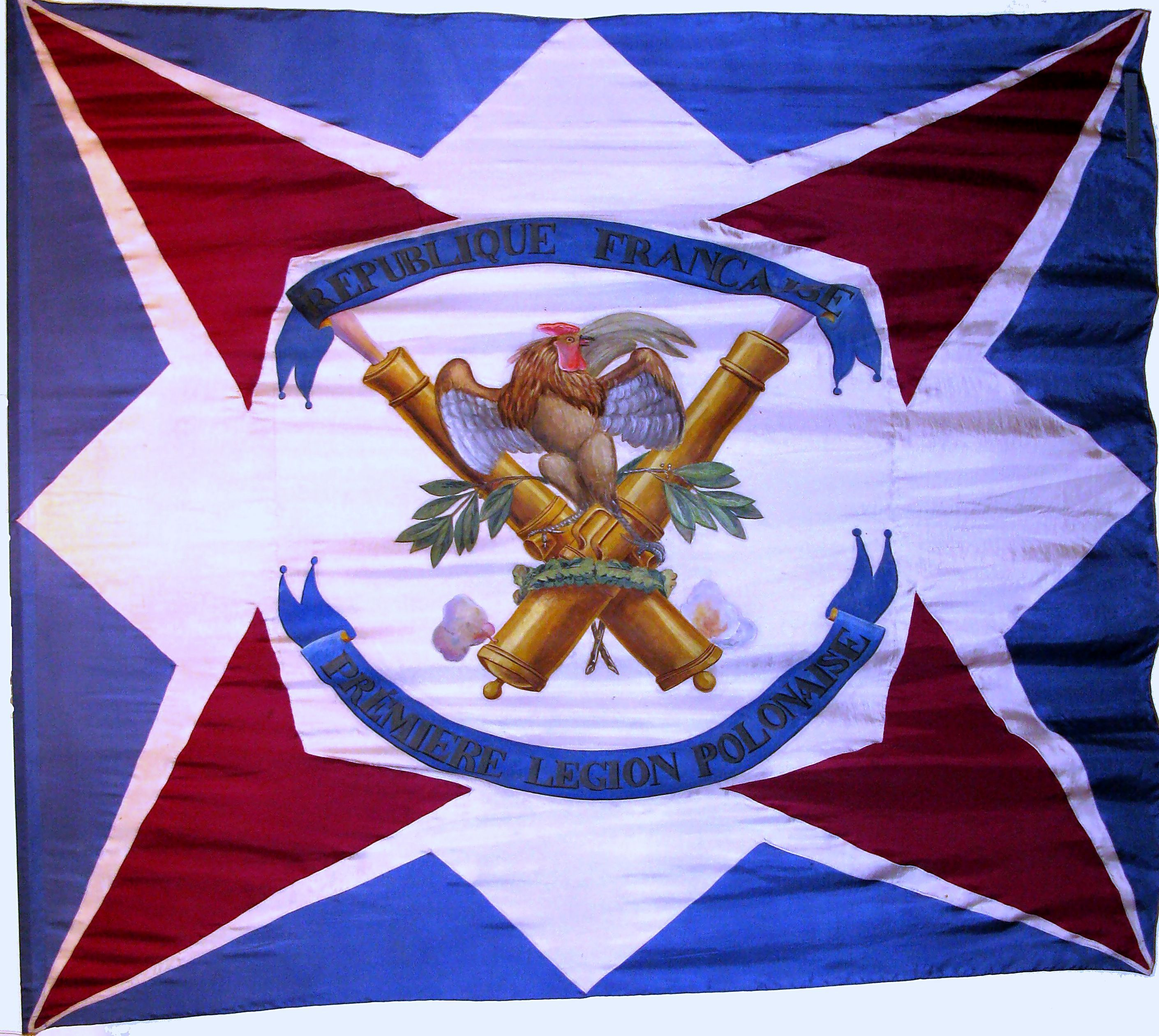
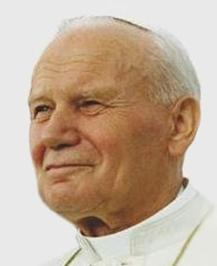

## وصلات خارجية
- موقع وزارة الخارجية الإيطالية
- موقع وزارة الخارجية البولندية